# Jhory Celaya
Jhory Celaya Guerra (San Nicolás de los Garza, Nuevo León; 25 de mayo de 1998) es un futbolista mexicano  que se desempeña en la demarcación de Mediocampista en el Tlaxcala FC de la Liga de Expansión MX.

## Trayectoria
Formado en la cantera de Tigres en Zuazua, debutó en copa el 2 de agosto de 2017 ante Cruz Azul, jugó muy poco y luego fue prestado a equipos como Atlante, Cafetaleros y Venados.
El 23 de junio de 2021 se anuncia su regreso a la primera división, ahora con el Puebla FC.

## Estadísticas
Actualizado al último partido jugado el 25 de marzo de 2023.
| Tigres UANL · México                |               |               |     |   |   |   |   |    |     |   |
| 1ª                                  | 2017-18       | 0             | 0   | 1 | 0 | - | - | 1  | 0   |   |
| 1ª                                  | 2018-19       | 0             | 0   | 2 | 0 | - | - | 2  | 0   |   |
| Total club                          | Total club    | 0             | 0   | 3 | 0 | 0 | 0 | 3  | 0   |   |
| Atlante F. C. · México              |               |               |     |   |   |   |   |    |     |   |
| 2ª                                  | 2019          | 11            | 0   | - | - | - | - | 11 | 0   |   |
| Total club                          | Total club    | 11            | 0   | 0 | 0 | 0 | 0 | 11 | 0   |   |
| Cafetaleros · México                |               |               |     |   |   |   |   |    |     |   |
| 2ª                                  | 2019-20       | 13            | 2   | 3 | 0 | - | - | 16 | 2   |   |
| Total club                          | Total club    | 13            | 2   | 3 | 0 | 0 | 0 | 16 | 2   |   |
| Venados F. C. · México              |               |               |     |   |   |   |   |    |     |   |
| 2ª                                  | 2020-21       | 28            | 3   | - | - | - | - | 28 | 3   |   |
| Total club                          | Total club    | 28            | 3   | 0 | 0 | 0 | 0 | 28 | 3   |   |
| Celaya F. C. · México               |               |               |     |   |   |   |   |    |     |   |
| 2ª                                  | 2022          | 17            | 2   | - | - | - | - | 17 | 2   |   |
| 2ª                                  | 2022-23       | 34            | 2   | - | - | - | - | 34 | 2   |   |
| Total club                          | Total club    | 51            | 4   | 0 | 0 | 0 | 0 | 51 | 4   |   |
| Total carrera                       | Total carrera | Total carrera | 103 | 9 | 6 | 0 | 0 | 0  | 109 | 9 |
| (1)Incluye datos de la Copa México. |               |               |     |   |   |   |   |    |     |   |